# Shang Ping
Shang Ping (尚平S, Shàng PíngP; Harbin, 23 dicembre 1984) è un ex cestista cinese.

## Palmarès
- Campionato greco: 1

Panathinaikos: 2013-2014
- Coppa di Grecia: 1

Panathinaikos: 2013-2014